# Prawo inżyniera Mamonia
Prawo inżyniera Mamonia (występuje także jako zasada inżyniera Mamonia, zasada Mamonia, reguła inżyniera Mamonia lub syndrom inżyniera Mamonia) – frazeologizm związany z kwestią wypowiedzianą w kultowym filmie Rejs, nakręconym przez Marka Piwowskiego w 1969 roku.
Jeden spośród głównych bohaterów utworu, grany przez Zdzisława Maklakiewicza, będący w sile wieku inżynier Mamoń, podróżuje statkiem wycieczkowym, parowym bocznokołowcem Neptun, po Wiśle z żoną i nastoletnim synem. W rozmowie ze współpasażerem o nazwisku Sidorowski (w tej roli Jan Himilsbach) stwierdza:
Proszę pana, ja jestem umysł ścisły. Mnie się podobają melodie, które już raz słyszałem. Po prostu. To... Poprzez... No, reminiscencję. No jakże może podobać mi się piosenka, którą pierwszy raz słyszę?
Uogólnieniem pochodzącej od fikcyjnej filmowej postaci wypowiedzi jest stwierdzenie, że pozytywny stosunek mamy do rzeczy znanych, że: „ludzie lubią to, co znają”. Stwierdzenie jest powszechne i udowodnione naukowo – jest przejawem poznawczej zachowawczości, przebywania w bańce informacyjnej. Umysł poprzestaje na treściach, które już raz poznał.
Prawo inżyniera Mamonia ma zastosowanie przy wyborze lektury książkowej, doborze programów telewizyjnych, wyborze treści w internetowych wyszukiwarkach, dotyczy filtrowania/wzmacniania informacji w przekazach, bywa przytaczane w nawiązaniach do życia społecznego.